# 構造線
構造線是地質學中的一個重要概念,指地球表面或地下岩石層中的斷層、褶皺等地質構造特徵。這些構造線反映了地球內部的應力變化和構造演化過程,是研究地質構造的基礎。構造線的分析有助於理解地球动力学過程,並在地質勘探、地震研究等領域發揮重要作用。掌握構造線的特徵和分佈規律,有助於更好地認識地球的形成和演化歷史。

## 日本的構造線

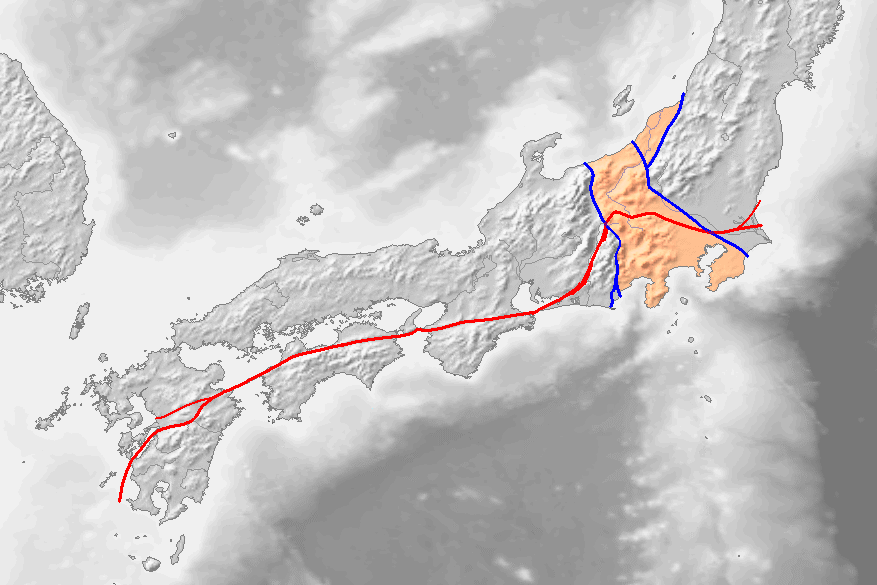
■ 紅色的部份是中央構造線
■ 青色的部份是糸魚川靜岡構造線和柏崎千葉構造線

日本列島地處歐亞大陸板塊、北美洲板塊、太平洋板塊及菲律賓板塊四個板塊的交界處。太平洋板塊、北美洲板塊和歐亞大陸板塊、菲律賓板塊相互碰撞，使得日本列島逐漸從海中突起。就地質學來看，日本列島十分年輕。中央構造線和糸魚川静岡構造線是橫貫及縱貫日本的兩大斷層。糸魚川靜岡構造線以東一帶是日本最大的地塹中央地塹帶。在地質學上，中央地塹帶的西側是西南日本，東側是東北日本:25。中央地塹帶西側附近的地層表面覆蓋有歷史較短的火山噴出物，其下方則是誕生于中生代及古生代的地層，距今約有5億5,000萬年至6,500萬年的歷史。而中央地塹帶一帶的妙高連峰則誕生自2,500萬年前，多為堆積物及火山噴出物構成。顯示在中央地塹帶曾發生過巨大的地殼變化。西南日本以中央構造線為界，分為內带和外带:28。中央構造線北側的是高溫型的領家變成带，地質以片麻岩和花崗岩為主，而南側是高壓型的三波川變成带，以結晶片岩為主。兩條構造線迄今都仍在活動，也是日本國內火山和地震密集的地區。

### 中央構造線
中央構造線是日本最大的斷層系。也可以叫MTL（Median Tectonic Line）。長野縣下伊那郡大鹿村有中央構造線博物館。历史上，该断层带曾多次发生大地震。由關東延伸到九州、分割西南日本的大斷層系。中央構造線的北邊叫做西南日本内帯、南邊叫做西南日本外帯，作爲區別。1885年由Edmunt Naumann命名。一部分是活斷層。被認為是要注意的斷層之一。

### 糸魚川靜岡構造線
糸魚川靜岡構造線是位於日本本州的大斷層線，從親不知（新潟縣糸魚川市）通過諏訪湖至安倍川（靜岡縣靜岡市）。1918年，由東北帝國大學（現東北大學）的地質學及古生物學者矢部長克命名。經常和中央地溝帶混同，但是糸魚川靜岡構造線是「中央地溝帶的西緣」，非「中央地溝帶」。中央地溝帶是糸靜線往東的廣大地溝帶，是「面」而非「線」。

### 柏崎千葉構造線
柏崎千葉構造線是指新潟县柏崎市其至千葉县的構造線。

## 臺灣的構造線
臺灣位於菲律賓海板塊和歐亞板塊的聚合邊界，為一個造山作用活躍的活動構造區，根據GPS觀測資料，菲律賓海板塊以每年8.2公分的移動速度向西北移動。菲律賓海板塊的隱沒方向在臺灣改變，在臺灣南方，歐亞板塊朝東隱沒到菲律賓海板塊之下，形成馬尼拉海溝及其東側的呂宋火山島弧，到了臺灣北方，菲律賓海板塊則是朝北隱沒到歐亞板塊之下，造成琉球海溝及其北側的琉球火山島弧和沖繩海槽。

### 匹亞南構造線
匹亞南構造線，臺灣地質上的一條構造線，位於中央山脈與雪山山脈之間，為劃分臺灣島東半部與西半部。北起於宜蘭縣牛鬥，沿蘭陽溪通過思源埡口，經臺中市梨山，直抵南投縣霧社，最終往南逐漸模糊，直到玉山東北方一帶。根據地理學家王鑫調查發現，匹亞南構造線往南是順著郡大溪，並越過八通關鞍部，直下荖濃溪谷，便順著荖濃溪南至高雄市六龜，與另一條來自北方之屈尺斷層會合，最終與潮州斷層連成一線，形成在臺灣地質構造上一條劃分東西部的明顯分界線。